# Raimondo Cunich
Raimondo Cunich (in croato Rajmund Kunić; Ragusa, 17 gennaio 1719 – Roma, 22 novembre 1794) è stato un umanista, grecista e latinista italiano.

## Biografia
Dopo i primi studi a Ragusa, entrò nel 1734 nella Compagnia di Gesù, a Roma, e insegnò a Fermo, Città di Castello e Firenze. Completati gli studi nel Collegio Romano, dal 1768 vi insegnò retorica. A Roma fu protagonista della vita culturale; curò la pubblicazione di un'antologia, decantò poesie ai funerali dei pontefici Gregorio XIII e Clemente XIII e fece parte dell'Accademia dell'Arcadia.
La sua fatica maggiore e più nota fu senz'altro la traduzione dell'Iliade in esametri latini, pubblicata nel 1776. La sua versione fu tenuta presente da Vincenzo Monti, che, come noto, restituì in italiano l'opera omerica con grande successo. Cunich tradusse, tra le altre cose, anche sette idilli di Teocrito.

## Opere
- (LA) Bernardo Zamagna e Raimondo Cunich, Bernardi Zamagnae e Societate Jesu Echo libri duo. Selecta Graecorum Carmina versa latine a Raymundo Cunichio ex eadem societate, Romae, Komarek, 1764. URL consultato il 7 agosto 2015.
- Prose e versi degli Accademici Infecondi, Tom. I, pp. 300-305, Roma, 1764.
- Elegia e due Epigrammi pel senatore Abbondio Rezzonico, Roma, 1766.
- Arcadum Carm. Pars III. Quattro Elegie, pag. 200, Romae, 1768.
- (LA) Raimondo Cunich, Anthologica sive epigrammata anthologiae Graecorum selecta, latinis versibus reddita et animadversionibus illustrata, Romae, Michaelis Angeli Barbiellini, 1771.
- (LA) Raimondo Cunich, Homeri Ilias, latinis versibus expressa a Raymondo Cunichio ragusini. Ad amplissimum virum Balthassarem Odescalchium, Romae, Joannes Zempel, 1776.
- (LA) Raimondo Cunich, L'epitalamio d'Elena idillio di Teocrito in verso latino del signor Abate Raimondo Cunich, in Poesie degli Accademici Occulti pubblicate in occasione delle nozze delle Loro Eccellenze il Signor Don Baldassare Odescalchi, Duca di Ceri, e la Signora Donna Caterina Giustiniani de' principi di Bassano, celebrate il dì 7. d'aprile 1777, Romae, 1777.